# Canalización del río Mapocho

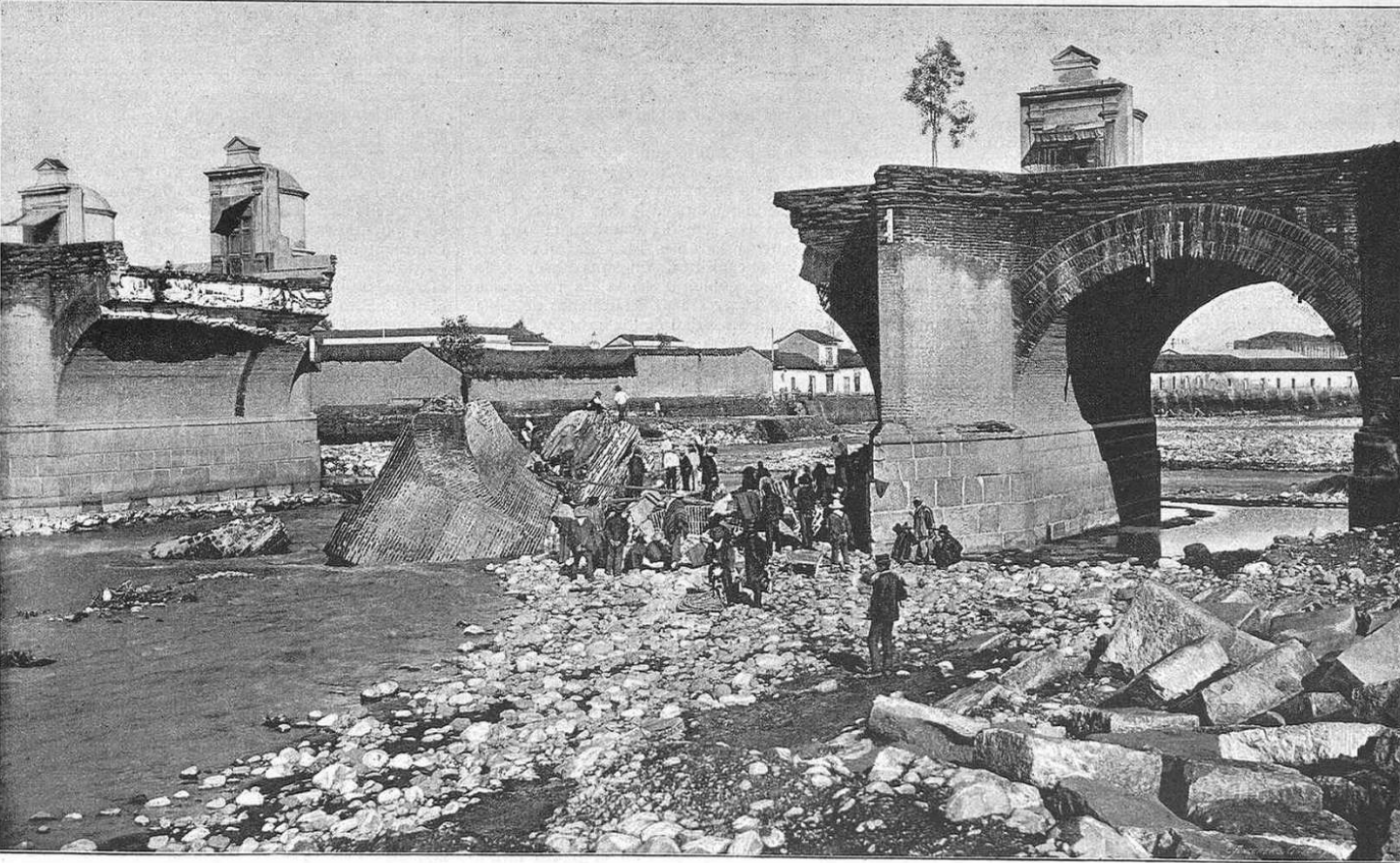
El puente de Cal y Canto luego del derrumbe de algunos de sus arcos en 1888.

La canalización del río Mapocho fue una obra de remodelación urbana del lecho del río en su paso por la ciudad de Santiago, Chile, que se realizó entre los años 1886 y 1891, y que involucró los espacios entre el camino de cintura oriente y el puente de Ovalle.
Dirigida por el ingeniero Valentín Martínez, esta obra permitió encauzar las aguas del torrente en la época invernal, y la transformación de ambas riberas del Mapocho con la construcción de edificios, puentes y parques públicos, incluyendo la destrucción del puente de Cal y Canto, símbolo de la ciudad.

## Historia
El río Mapocho era un riachuelo inofensivo durante gran parte del año, aunque cerca de dos veces al año crecía su torrente. Durante largos meses, su pedregoso y ancho cauce podía ocuparse para cruzar entre las riberas. Sin embargo, sus crecidas invernales representaban un gran problema desde el siglo xvi, tanto que definió el límite urbano hacia el norte de la ciudad al separar Santiago de La Chimba.